# Sussex spaniel
El Sussex Spaniel es una raza de perro que pertenece a la familia de los Spaniels, y dentro de esta a la Sección 7.

## Apariencia
Este spaniel presenta una morfología fuerte y voluminosa. Cráneo amplio con un stop bien pronunciado, hocico poderoso con mordida en tijera. Orejas anchas, caídas y lobuladas y que a veces pueden presentar un distintivo tono dorado que las diferencia del resto del cuerpo. Con un cuello moderadamente largo y un tanto arqueado; que en algunos casos presentará una papada que no deberá ser demasiado grande ni colgante. Miembros anteriores cortos y robustos de codos gruesos y hombros implantados bajos. Tronco casi a ras de suelo y alargado. Extremidades posteriores ligeramente más cortas que las anteriores, pero igual de musculadas y sólidas. Pelaje abundante, liso, lustroso y sedoso; con una subcapa que desempeña muy bien el papel de aislante térmico. Es esta una raza de un solo color que es el hígado, pero que va tornándose dorado en las puntas del pelaje. Respecto al tamaño ideal se podría decir que es de entre 36 a 41 cm en los machos y de 33 a 36 en las hembras. Y si hablamos del peso este no deberá exceder los 21 kilos. Una de las características que diferencian a esta raza es su peculiar forma de andar, que es casi como un balanceo.

## Temperamento
Como se puede presuponer por su aspecto se trata de un perro campechano y bondadoso, que no presenta problemas con los más pequeños de la casa siempre que lo respeten. Destaca también por el empeño, la dedicación y la energía con las que desempeña las actividades que se le encomiendan.

## Cuidados
Sería conveniente que recibiera una educación un tanto firme durante la etapa de cachorro, ya que se trata de un perro un poco terco pero que si está bien educado será una fiel y devota mascota de un solo dueño. Respecto a los cuidados que debe recibir se deben resaltar los relacionados con su pelaje que debe ser atendido diariamente. También sus orejas y sus pies pueden necesitara de una pequeña dedicación por parte del propietario. El sussex necesita una pequeña dosis de ejercicio diaria.

## Historia y orígenes

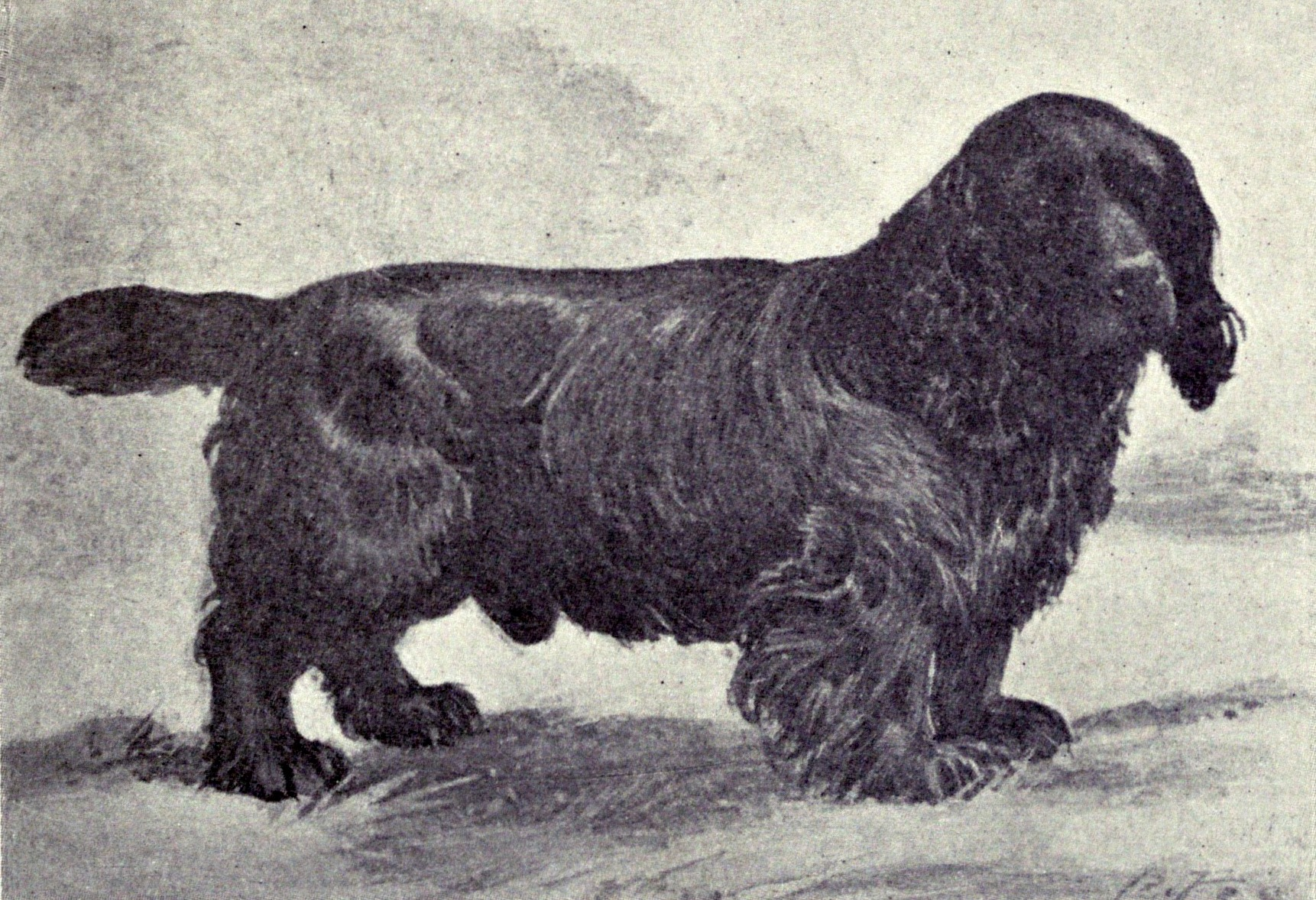
Esta imagen, que data de 1915, muestra las formas originales del sussex antes de que el Clumber Spaniel interviniera en el proceso de desarrollo de la raza actual.

Esta raza, reconocida desde el siglo XVII, era utilizada para la caza de perdices y faisanes en el condado de Sussex (Inglaterra). Debido a su aislamiento geográfico y para dar a conocer la raza fue presentado al público en Londres en el año 1862, aunque no fue reconocido hasta el año 1895. En décadas posteriores se crea la Sussex Spaniel Association que elabora una detallada descripción de la raza. Años después estuvo al borde de la extinción a causa de las dos grandes guerras, pero fue gracias a los criadores estadounidenses, que llevaron a cabo una gran selección (en la que introdujeron sangre del Clumber Spaniel que le confirió el aspecto orondo y rechoncho que posee en la actualidad, pues antes era de aspecto más liviano), que pudo sobrevivir y ganar gran fama en territorio norteamericano, donde a partir de entonces hubo más sussex que en su país de origen. Se dice que en la actualidad es una de las razas más raras de spaniels que existen.